# 원주율 초월수 증명
원주율 초월수 증명은 원주율이 초월수임을 증명하는 공식으로, 오일러 등식을 이용한다.

## 내용
오일러 등식은,
{\displaystyle e^{i\pi }+1=0\;\;\!} …… (1)
이다. 이 때 π가 정계수 대수방정식 {\displaystyle \zeta (x)=0}의 근이라면 {\displaystyle \zeta (\pi )=0}이다. 따라서 {\displaystyle \zeta (\pi )\cdot \zeta (-\pi )=0} 역시 성립하여야 한다. 이제 y=iπ라 하면 π=-iy 이고 -π=iy 이므로, iπ는 다음 식으로 나타낼 수 있는 정계수 대수방정식을 만족시켜야 한다.
{\displaystyle \zeta (\pi )\cdot \zeta (-\pi )=\Psi (y)=0}
이제 {\displaystyle \Psi (y)=0}을 ν차원의 방정식이라 하면 그 근인 y1, y2,……, yν에는 iπ가 존재하여야 하므로, 식 (1)에 따라 다음과 같이 나타낼 수 있다.
{\displaystyle (1+e^{y_{1}})(1+e^{y_{2}})\cdots (1+e^{y_{\nu }})=0}
그런데 이러한 관계를 만족하는 대수방정식의 근이 유리수라고 가정하면 무한히 약분할 수 있어서, 이를 기약분수로 표현할 수 없는 모순이 생긴다. 유리수를 기약분수로 표현할 수 없다는 것은 유리수의 정의에 어긋나므로 π가 정계수 대수방정식 {\displaystyle \zeta (x)=0}의 근이라는 최초의 가정이 잘못되었다고 볼 수밖에 없다. 즉, 원주율은 초월수이다. 자세한 증명은 링크한 주석을 참고하기 바란다.